# HD 111591
HD 111591 — одиночная звезда в созвездии Волос Вероники на расстоянии приблизительно 368 световых лет (около 113 парсек) от Солнца. Видимая звёздная величина звезды — +6,43m. Возраст звезды определён как около 1,41 млрд лет.
Вокруг звезды обращается, как минимум, одна планета.

## Характеристики
HD 111591 — оранжевый гигант спектрального класса K0III, или K0. Масса — около 1,66 солнечной, радиус — около 8,46 солнечного, светимость — около 38,127 солнечной. Эффективная температура — около 4930 K.

## Планетная система
В 2017 году группой астрономов было объявлено об открытии планеты HD 111591 b.
В 2019 году учёными, анализирующими данные проектов HIPPARCOS и Gaia, у звезды обнаружена планета HIP 62653 c.